# 瑪莎·傑佛遜
瑪莎·懷爾斯·斯克爾頓·傑佛遜（英語：Martha Wayles Skelton Jefferson，1748年10月30日—1782年9月6日）是美國總統托馬斯·傑佛遜的妻子。她在其夫托馬斯·傑佛遜於1779年至1781年任維珍尼亞州州長期間擔任了維珍尼亞州的第一夫人。瑪莎在托馬斯·傑佛遜就職為美國總統的19年前（1782年）逝世，故實際上未有擔任美國第一夫人的職務，但仍被白宮追認為第一夫人。
托馬斯與瑪莎的六個孩子當中只有瑪莎·傑佛遜·藍道夫和瑪麗·傑佛遜·埃佩斯存活至成年，瑪莎則在她最後一個孩子出生後四個月就因難產逝世。有不少證據均指出托馬斯與瑪莎的同父異母妹妹、非裔奴隸莎麗·海明斯存在長時間的性關係。